# David Stypka
David Stypka (21. července 1979 Dobrá – 10. ledna 2021 Frýdek-Místek) byl český zpěvák známý svým vystupováním v kapele David Stypka a Bandjeez, držitel Anděla za rok 2017 a dalších tří Andělů za rok 2021, které získal in memoriam. 
Na jeho poctu, z kamarádství a kolegiality, napsala kapela Mirai píseň "Lítej".

## Životopis
David Stypka pocházel z Dobré u Frýdku-Místku. Po vystudování gymnázia ve Frýdku byl novinářem v regionálním tisku, zkoušel i obchod se svíčkami a prodej na festivalech. Po letech novinářské práce se stal grafikem a sazečem. Dlouhodobě spolupracoval s časopisem Pěstounovi, nejen se svou matkou „lámal“ řadu regionálních novin. Za Těšínské listy získal s redakcí několikrát 1. až 3. místo v soutěži  o nejlepší městský zpravodaj v rámci ČR. Byl svobodný, měl 3 děti.
David Stypka v létě 2019 onemocněl rakovinou slinivky břišní, na kterou s komplikacemi spojenými s covidem-19 dne 10. ledna 2021 v Nemocnici Frýdek-Místek zemřel.

## Tvorba
Na lokální hudební scéně se pohyboval od poloviny 90. let v kapelách MGH a Najzar. Po útlumu kapely Najzar začal roku 2009 vytvářet tzv. wake-up songy, tj. písně napsané a nahrané ihned po probuzení. Na základě těchto písní vznikla o dva roky později kapela David Stypka a Bandjeez, často měnící obsazení.
V dubnu 2014 pak kapela ve složení David Stypka (zpěv, akustická kytara), Petr Pinkas (kontrabas), Jan Uvira (klávesy), Matěj Drabina (bicí), Martin Šimek (zastupující bicí) vydala u lokálního vydavatele Sweetsen Records debutové album Čaruj, laděné do jazz-rocku. Jako hosté se na něm podíleli např. Radek Pastrňák a Jitka Andrašková.
Své druhé album začal s obměněnou kapelou a zádumčivým pop-rockovým stylem natáčet svépomocí na konci roku 2015, financování tentokrát proběhlo formou crowdfundingu. Výsledná deska byla nazvána Neboj SE (special edition), kromě přispěvatelů ale veřejně vydána nebyla – kapela nebyla spokojena s výsledným zvukem. Po setkání s producenty Martinem Ledvinou a Martinem Červinkou padlo rozhodnutí původní písně předělat. Následujícího roku tak vzniklo čtyřpísňové EP s názvem Jericho, k písni Vrány taky z této desky byl natočen videoklip režírovaný Mejlou Baselem. V dubnu 2017 pak kapele (David Stypka – zpěv, el. kytara, Matěj Drabina – bicí, Maro Zeman – baskytara, Pavel Sotoniak – klávesy) vyšlo pod Universalem druhé řadové album neboj. obsahující především přepracované písně z alba Neboj SE.
Mimo vlastní projekty přispěl písní Balada na album Bazarem proměn: A Tribute to Vladimír Mišík z roku 2015, o rok později napsal na text Michala Horáčka titulní píseň k filmu Děda, zpívanou Františkem Segradem.

## Ocenění
- Anděl 2016 – nominace Objev roku
- Anděl 2017 – Sólový interpret roku, nominace Album roku (Neboj), nominace Skladba roku (Dobré ráno, milá s Ewou Farnou)
- Žebřík 2017 – Objev roku (1. místo), Skladba roku (Dobré ráno, milá, 2. místo), Zpěvák roku (3. místo)
- Ceny Jantar 2017 – Interpret roku, Píseň roku (Dobré ráno, milá), Kapela roku (David Stypka a Bandjeez)
- Legenda Nočního proudu 2017 – Objev roku
- Cena Jantar 2021 - Album roku (Dýchej)
- Anděl 2021 – Sólový interpret roku, Nejlepší skladba roku (Farmářům), Album roku (Dýchej)
- Žebřík 2023 - Klip roku (Nebreč, 1. místo), Skladba roku (Nebreč, 1. místo)

## Diskografie

### Najzar
- 2007 – Tula

### David Stypka a Bandjeez
- 2014 – Čaruj
- 2015 – Neboj SE (jen pro přispěvatele)
- 2016 – EP Jericho
- 2017 – neboj.
- 2021 – Dýchej (in memoriam)